# Recherche philosophique sur l'origine de nos idées du sublime et du beau
La Recherche philosophique sur l'origine de nos idées du sublime et du beau (titre original en anglais : A Philosophical Enquiry into the Origin of Our Ideas of the Sublime and Beautiful) est un traité d’esthétique écrit par Edmund Burke et publié en 1757. Divers penseurs européens s’y sont intéressés, notamment Denis Diderot et Emmanuel Kant.

## Résumé
De manière schématique, le beau est, d’après Burke, ce qui est bien fait et qui a une esthétique plaisante ; le sublime quant à lui a un pouvoir sur l’homme et peut le détruire. La prévalence du sublime sur le beau marque le passage du néoclassicisme au romantisme.
Pour Burke, les origines de nos idées du beau et du sublime peuvent être comprises en fonction de la causalité aristotélicienne. Selon la physique et la métaphysique d’Aristote, la causalité est divisible en quatre types de causes : formelles, matérielles, efficientes et finales. La cause formelle du beau est la passion engendrée par l’amour ; la cause matérielle concerne l’aspect de certains objets : petitesse, douceur, délicatesse, etc. ; la cause efficiente est relative à ce qui calme l’homme ; la cause finale est la divine providence. Ce qui est particulier chez Burke est que le beau ne peut pas être compris en fonction des critères classiques tels que les proportions, l’adéquation ou la perfection. Le sublime a sa propre structure causale : sa cause formelle est la passion engendrée par la crainte (en particulier la crainte de la mort) ; sa cause matérielle est relative à la grandeur, l’infinité et la magnificence de certains objets ; sa cause efficiente pèse sur les nerfs de l’homme ; sa cause finale est la création de Satan par Dieu et la bataille entre les deux telle qu’elle est présentée dans le Paradis perdu de John Milton. Le travail de Burke est le premier exposé philosophique abouti qui marque une distinction nette entre le beau et le sublime.

## Notions principales

### Le délice
Burke entend procéder de manière empirique, en observant la naissance première des émotions. Il nie l’idée (de Locke notamment) selon laquelle le plaisir viendrait d’un éloignement de la douleur, et vice-versa. Nous sommes habituellement dans un état plus ou moins indifférent, et nous n’avons pas besoin de passer par la douleur pour atteindre le plaisir, ou le plaisir pour la douleur. Ces deux sentiments ont une existence positive. Toutefois, il existe aussi un autre sentiment, né de l’éloignement de la douleur, qu’il nomme délice (delight), « un grand calme teinté de crainte », une sorte de plaisir complexe auquel le sublime sera directement lié.

### Le sublime, terreur délicieuse
Le concept de sublime n’est pas né avec Burke. Il est passé dans la poétique française grâce à Nicolas Boileau, et remonte au Peri hupsous (Ier siècle) d’auteur inconnu. Mais Burke sort le sublime de la sphère de la rhétorique, pour qualifier l’art et la nature, dans une approche psycho-physiologique. Ainsi, le sublime n’est plus une certaine forme de beauté, ou un degré du beau, c’est un concept à part entière, différent, et même radicalement opposé dans ses sources et ses effets, à la beauté.
Le sublime de Burke est une « terreur délicieuse » (delightful horror), qui peut s’élever jusqu’à l’étonnement (le mot est plus fort en anglais), en passant par l’admiration ou le respect. Le sublime est lié à la conservation de soi, c’est la contemplation d’un danger assez lointain pour ne pas nous menacer directement. C’est une tension, un ravissement de l’esprit qui l’emplit tout entier et l’empêche de raisonner. Il naît de l’obscurité, de la grandeur, de l’infini spatial et temporel, de l’indéfinissable, du pouvoir, de la complexité… C’est une esthétique de la rudesse, de la violence, et de la soudaineté, tout le contraire de la beauté.

### La beauté, douceur sans heurt
Burke s’oppose radicalement – et avec une certaine virulence – à la conception dite classique du beau comme idéal de proportion. Pour étayer ses dires, il cite divers objets de la nature, plantes et animaux, disproportionnés et pourtant communément jugés beaux. Burke adopte une démarche empiriste, en partant de l’expérience et en prenant en compte la doxa, alors que les classiques cherchaient justement à échapper à la définition commune pour s’élever au-delà de l’expérience.
Le beau, donc, n’est pas une simple affaire de proportions. D’ailleurs, le sentiment du beau est immédiat, alors que les proportions relèvent de la raison, donc d’une certaine médiation. Le beau ne s’adresse pas à l’esprit. Il est aimable (lovely), il nous touche, il nous séduit, il nous émeut et nous détend. C’est une esthétique de la délicatesse, du lisse et du moelleux, de la douceur (smoothness), de la tendresse, avec un point de vue très tactile, sensuel, qui s’étend à tous les sens. Le beau ne heurte pas, comme le sublime, il ne ravit pas (au sens de ravissement, d’enlèvement), il ne contient pas de violence, pas de danger. Il est petit, inoffensif, fragile, tout en courbes progressives (où l’on retrouve l’idée de la « ligne de beauté » de Hogarth) et en couleurs claires.

### Une thèse relativiste?
Burke se met en quête, dans son traité, des critères dans les objets de l’art ou de la nature propres à générer des idées de beau et de sublime. Il ne cherche pas à faire une liste exhaustive, mais à exposer des points qui rencontreront l’approbation générale, ce qui peut donner l’effet d’une liste rhapsodique, qui pourrait être allongée sans contradiction.
Burke étudie la beauté et le sublime d’un point de vue purement mécanique, très empirique, à la fois physiologique et psychologique. Les critères qu’il relève dans les objets provoquent des mécanismes internes propres au sujet qui contemple. Le sublime et le beau sont déclenchés par l’objet, mais se jouent dans le sujet.
C’est une approche qui se veut à la fois objective et subjective, universelle et relative. Le beau et le sublime sont en effet des expériences affectives, qui touchent le sujet avant d’être pensées, raisonnées, et dépendent de sa complexion. Mais Burke ne tombe pas dans un relativisme total, puisqu’il est question de mécanisme, avec des causes matérielles qui produisent des effets. 
Il y a certes des disparités, mais, en règle générale, Burke relève que le beau et le sublime font l’unanimité, surtout le sublime. Les disparités sont secondaires par rapport à ces passions primordiales que déclenchent certaines particularités dans les objets. Contrairement à David Hume (chez qui on retrouve cette ambiguïté), Burke pense un accord général sur le goût, plus évident que dans le domaine de la raison. C’est la culture, l’habitude, qui vont faire naître ces disparités. Il est donc possible de porter un jugement de goût.

## Critique de Kant
Kant fait l’éloge de Burke parce que ce dernier n’a pas prétendu comprendre les causes des effets mentaux qui découlent de l’expérience du beau et du sublime. Selon lui, Burke a réuni les informations nécessaires à l’explication de ces causes par les philosophes qui lui succèdent.